# Tabaré Viera
Tabaré Viera Duarte (Rivera, 7 de abril de 1955) é um professor e político uruguaio filiado ao Partido Colorado. Foi Senador da República e deputado.
Foi também presidente da Administración Nacional de Telecomunicaciones (ANTEL). Foi Intendente Departamental de Rivera. Em outubro de 2020 reassumiu como senador suplente na vaga de Julio María Sanguinetti, que havia renunciado.